# Notes disperses
Notes disperses és un recull de notes de Josep Pla escrites entre 1919 i 1960 i publicades el 1969 com a dotzè volum de la seva Obra Completa. Les notes són d'extensió diversa i van de l'aforisme al petit assaig literari.
| «                             | Són notes aparegudes a l'atzar, de vegades sobre la marxa, altres a llargs anys de distància: notes de records, de reminiscències, de lectures, de coses vistes, d'escenes que m'han tornat a la memòria, d'obsessions mantingudes en la memòria durant molt de temps, d'impressions immediates i podríem dir fulgurants. | » |
| — Josep Pla al prefaci (1969) | |   |

Juntament amb Notes per a Sílvia i Notes del capvesprol, configuren l'obra planiana escrita en forma de notes.